# 凍天

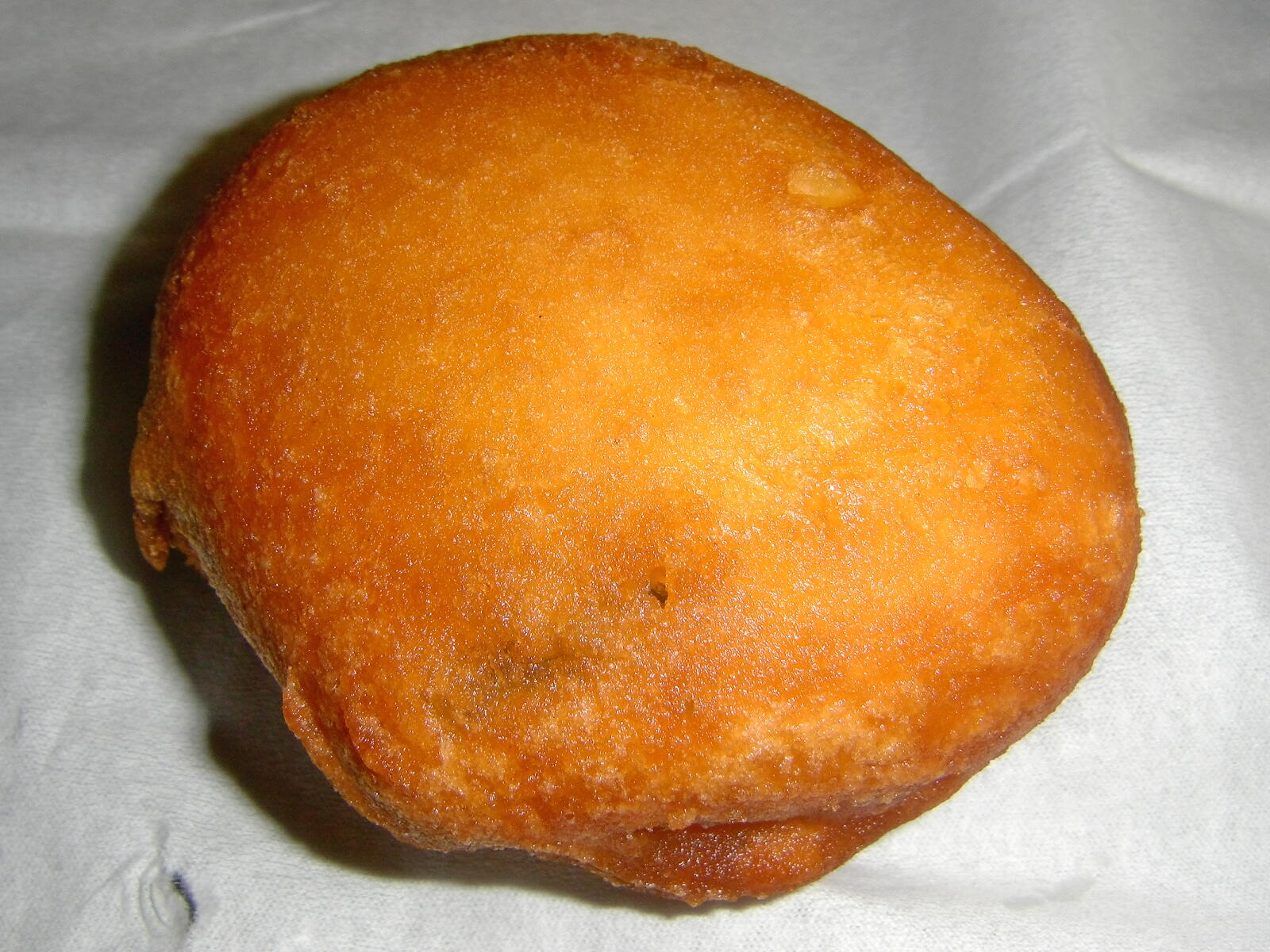
凍天

凍天（しみてん）は、福島県で販売されている揚げ菓子。保存食として食される凍もち（凍み餅）を水でもどし、ドーナツ生地でくるんだものを油で揚げて作られる。揚げたドーナツ風生地の歯応えと、凍もちの食感の組み合わせが特徴。

## 概要
商品名は「凍もちの天ぷら」の略称から。南相馬市原町区にあった株式会社木乃幡が商標登録し、本社である有限会社コワタ食品（旧社名、現株式会社木乃幡）が実用新案および特許を取得していた（現在の商標については後述）。特許上は餅またはドーナツ（揚げパン）に分類される。

## 沿革

### 誕生
1989年（平成元年）より凍もち製造・卸会社のコワタ食品は地元のあやめ園内の露店の団子屋で「凍もちの天ぷら」を販売し、平日でも1日1,000個以上の売り上げを記録していた。1996年（平成8年）からは餅の専門店『もち処木乃幡』へと業態転換し、看板商品として「凍天」の販売を開始した。

### 福島の名物菓子に
福島駅や郡山駅に直営店を出店し、福島県内ではソウルフードとして親しまれるようになる。2011年（平成23年）2月にテレビ番組で取り上げられたことにより知名度があがり、全国から注文が殺到し凍天の売上は7倍になった。

### 東日本大震災での被災
2011年3月11日に発生した東日本大震災で被災。福島第一原子力発電所事故で南相馬市の本社工場が避難区域となり、生産が不可能になる。
その後、交流のある福岡県直方市の米菓製造業者「もち吉」の支援を受け製造・販売を再開し、2014年（平成26年）には宮城県名取市に完成した愛島工場での生産を開始した。

### 再起を図るも倒産
しかし、新工場竣工以降も風評被害などで売り上げは回復せず、また、工場設置に伴う借入金負担も収益を圧迫し赤字経営を余儀なくされていた。2019年1月には売り上げの約3割を占めていた福島店を定期借地権満了のため閉店したことによりさらに苦境に陥った。福島店復活のためにクラウドファンディングを計画したが不発に終わり、木乃幡は2019年4月20日に自己破産申請を弁護士に一任し、倒産した。

### 1年半ぶりに復活
その後、福島市でヴァーナルの販売代理店などを営むキノシタコーポレーションが凍天の商標権及び機材を取得し、2020年（令和2年）9月29日にリニューアルオープンした東北自動車道・国見サービスエリア（下り線）にて販売が開始され、約1年半ぶりに凍天が復活した。

## その他
木乃幡と取引のあった業者が名取市閖上にある「かわまちてらす閖上」で運営する木乃幡・別品館にて凍天を再現した「梵天」を販売している。